# 波士頓聯邦準備銀行
波士頓聯邦準備銀行（英語：Federal Reserve Bank of Boston），簡稱波士頓聯準銀行（Boston Fed），為美國12個聯邦準備銀行之一，管轄聯邦準備制度的第1聯邦準備區，總部位於美國波士頓。現任總裁為蘇珊·M·柯林斯（第14任總裁， 2022年7月1日-）。

## 概要
波士頓聯準銀行管轄的第1聯邦準備區涵蓋麻薩諸塞州、緬因州、新罕布夏州、羅德島州、佛蒙特州以及部分康乃狄克州。總部位於波士頓大西洋大道600號的聯邦準備銀行大樓，樓高614英尺（187公尺），共32層樓，由建築公司 Hugh Stubbins & Associates 設計。此前，銀行總部於1922年至1977年間設於富蘭克林街250號，該建築於1978年被波士頓地標委員會（Boston Landmarks Commission）指定為波士頓地標，目前由波士頓朗廷飯店（Langham Hotel Boston）所使用。
波士頓聯準銀行現任（第14任總裁）總裁蘇珊·M·柯林斯為12個地區聯邦準備銀行中首位黑人女性及有色人種女性總裁。

## 管轄地區
- 第1聯邦準備區
  - 康乃狄克州（不包括費爾非縣）
  - 麻薩諸塞州（總部所在地）
  - 緬因州
  - 新罕布夏州
  - 羅德島州
  - 佛蒙特州

康乃狄克州費爾非縣隸屬於第2聯邦準備區，由紐約聯邦準備銀行管轄。

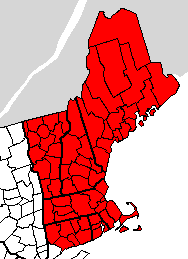
第1聯邦準備區地圖

## 外部連結
- 官方網站 （页面存档备份，存于）（英語）